# Belgijski Komitet Olimpijski
Belgijski Komitet Olimpijski (fr. Comité Olympique et Interfédérale Belge, hol. Belgisch Olympisch en Interfederaal Comité, niem. Belgisches Olympisches und Interföderales Komitee), COIB / BOIC / BOIK – organizacja sportowa koordynująca belgijskie organizacje sportowe, funkcjonująca jako Narodowy Komitet Olimpijski Belgii oraz Narodowy Komitet Paraolimpijski Belgii.
Komitet został założony w 1906 roku i w tym samym roku został członkiem Międzynarodowego Komitetu Olimpijskiego. Komitet zrzesza 80 narodowych federacji sportowych, ponad 20 000 klubów sportowych i liczy ponad 2 000 000 członków.
Belgia i Belgijski Komitet Olimpijski byli organizatorami następujących imprez sportowych:
- VII Letnie Igrzyska Olimpijskie w Antwerpii w 1920 roku
- I Letni Olimpijski Festiwal Młodzieży Europy w Brukseli w 1991 roku

Przewodniczący Belgijskiego Komitetu Olimpijskiego
- Edouard de Laveleye (1906–1923)
- Henri de Baillet-Latour (1923–1942)
- Prince Albert de Ligne (1942–1945)
- Rodolphe William Seeldrayers (1945–1955)
- Victor Boin (1955–1965)
- Raoul Mollet (1965–1989)
- Jacques Rogge (1989–1992)
- Adrien Vanden Eeden (1992–1998)
- Francois Narmon (1998–2004)
- Pierre-Olivier Beckers (2004–2021)
- Jean-Michel Saive (2021– )